# ポーランドにおける異教徒の反乱

1030年代のポーランド斜線部が異教徒の反乱がおきた領域である。

ポーランドにおける異教徒の反乱 (ポーランド語: Reakcja pogańska w Polsce）とは1030年代にポーランド王国を不安定化させた民衆蜂起や反乱に代表される一連の出来事である。

## 背景
966年のミェシュコ１世のキリスト教改宗以降行われてきたキリスト教化への不満が蜂起の原因となった。ポーランドのローマ＝カトリック教会は実質的な敗北を繰り返しており、多くの教会や修道院は破壊され、僧侶が殺害されていた。新たな宗教であるキリスト教の拡大は、領土と王の中心的権力の成長に結びついていた。反キリスト教運動に加えて、反乱は封建制と地主に対する農民戦争の要素を帯びていた。また、王と一部の貴族の間の権力争いも存在した。Anita J. Prazmowskaは「歴史学者は、同時に政治、宗教の２つの革命が起きたと結論付けた。」と記している。

## 反乱
Fruchtはピャスト朝ミェシュコ２世を打倒するための蜂起であると主張する一方で、1034年の彼の死後に始まったとする説もある。この時代のポーランド史を概観するGerard Labudaは、1032年を異教徒の反乱が始まった年だと位置づけ、他の歴史家が反乱の開始時期について他の時期（1034, 1037, 1038年や1039年）を挙げていることを指摘している。
いずれにせよ、1030年代初頭のポーランドは多くの抗争により引き裂かれ、1031年にミェシュコ２世は兄のべスプリムによる市民戦争の敗北を受けてボヘミアに一時避難することとなった。その後、1032年にポーランド領を取り戻すべく帰国している。
異教徒の行動と、それに伴う蜂起や反乱は他国の略奪と侵略に結びついておりまだ若いポーランド王国を混乱へと導いた。外国からの脅威で最も壊滅的であったのは、1039年にボヘミア公ブジェチスラフ1世によって行われたポーランド侵略であり、ポーランド最初の首都であったグニェズノが侵略された。
これらの出来事によってもたらされた不安定化は非常に激しいものであったため、歴史家は1030年代末期のポーランドの支配者が誰か疑うことになった。あるなりすましの王である忘れられたボレスワフは、（ヴラストによれば「適切な皮肉と共に」）状況の複雑さと曖昧さを描いている。ドヴォルニクは1034年から1040年までのポーランドの統治者を挙げずに、「王朝の争い」と指摘している。

## 結果
一部の歴史家によれば、1030年代の異教徒による蜂起は「初めてのピャスト朝」の下にあるポーランド史の初期段階の終わりに位置づけられている。1040年ごろのポーランドにおいてはミエシュコ２世の息子、カジミェシュ1世がポーランド領土を再統一し、復興公として知られるようになった。1040年代には事実上独立していたミエチワフに対する内戦を戦った。一部の研究者はこれを1030年代の闘争の続きとみている。